# Caribe (telenovela)
Caribe es una telenovela venezolana producida y transmitida por RCTV en el año 1991. Producida por Carlos Bolívar y fue protagonizada por Carolina Perpetuo, Jaime Araque y Miguel de León.

## Trama
A una isla en el atlántico llamada Caribe llega Manolita una aspirante a escritora, pero en medio de tanta belleza tropical, se da cuenta de que su gente que es trabajadora y gentil, es gobernada con crueldad por Eleazar Bustamante y su esposa Margot. Apoyada por el amor de un joven con dinero, Manolita lucha por los derechos de la gente. Su amor es tan sólido que le da las fuerzas para enfrentar todas las adversidades mientras investiga el oscuro pasado de los opresores de la isla. Es dentro de ese pasado que Manolita encuentra la clave que liberaría a la gente de aquel control, y les daría la soberanía que tanto ansían. Cuando la verdad sale a la luz, los opresores serán incapaces de evadir su castigo, y el conflicto principal de la serie terminaría.

## Elenco
- Carolina Perpetuo - Manuela Contreras
- Miguel de León - Cap. Eleazar Bustamante (joven) / Enrique Bustamante
- Jaime Araque - Luis Alfredo Alfonso
- Carlos Cámara Jr. - Roberto Castillo
- Dalila Colombo - Maria Rosa Riera / Rosita Contreras
- Carlos Cruz - Simón Escalante
- Bettina Grand - Elisa Contreras
- María Luisa Lamata (†) - Eucebia Pedrazza
- Héctor Mayerston (†) - General Eleazar Bustamante
- Dora Mazzone - Aminta Pedrazza
- Martha Mijares - Ines
- Miriam Ochoa - Margot De Bustamante
- Francis Romero - Elvira Contreras
- Rafael Romero - Santos Ibarra
- Tania Sarabia - Walt Disnia
- Ileana Simancas - María Eugenia
- Henry Soto - Ricardo Fuentes
- Elisa Stella - Matilde Mendez
- Rosita Vásquez - Maria Luisa Contreras
- Marcos Campos - Alcides Molina
- Iván Tamayo - Miguel Eduardo Camero
- Hylene Rodríguez - Elena Contreras
- Orángel Delfín - Padre Anselmo
- Jorge Palacios - Rodolfo Machado
- Estelita del Llano - Camila Candal

- Datos: Q5039458